# فمینیسم در تایلند
فمینیسم در تایلند از بسیاری از بنیان‌های سنتی نظریه فمینیستی نشأت می‌گیرد، اما با این وجود از طریق گروه‌های فعال اجتماعی در بستر دموکراسی غیرلیبرال تایلند پیش می‌رود. دولت تایلند ادعا می‌کند که به‌عنوان یک جامعه مدنی عمل می‌کند و کنشگری اجتماعی در برابر تبعیض‌های جنسیتی را به رسمیت می‌شناسد.
در دولت تایلند، کنشگری فمینیستی به شدت به ساختارهای طبقاتی وابسته است و بر جنبه‌های خاصی از سیاست عمومی تمرکز دارد که با وضعیت اجتماعی-اقتصادی زنان مرتبط است. سلسله‌مراتب مسائل فمینیستی به جایگاه طبقاتی فرد بستگی دارد. نخبگان تایلندی بر سیاست عمومی، برابری اجتماعی و افزایش حضور زنان در حوزه‌های اقتصادی تمرکز دارند. نسل جوان‌تر تایلندی کمتر به سیاست عمومی و سیاست رسمی اهمیت می‌دهد، در حالی که زنان فمینیست طبقه متوسط تایلند نگرانی‌های سیاسی خود را از طریق ابزارهای سنتی‌تر و قدیمی‌تر مانند اجراهای هنری بیان می‌کنند.

## تاریخچه جنبش زنان در تایلند

### دهه ۱۹۲۰
- در سال ۱۹۲۷ برای اولین بار در تاریخ تایلند، هفت دانشجوی زن در دانشگاه چولالونگکورن پذیرفته شدند.

### دهه ۱۹۳۰
- در سال ۱۹۳۲، زنان تایلندی حق رأی به دست آوردند و تایلند اولین کشور آسیایی بود که حق رأی به زنان اعطا کرد.[۲][۳]
- سه نفر از هفت زن اولیه‌ای که در دانشگاه چولالونگکورن پذیرفته شده بودند، فارغ‌التحصیل شدند و اولین مدرک لیسانس پزشکی زنان را دریافت کردند.[۴]

### دهه ۱۹۴۰
- اوراپین چایاکان اولین زنی بود که در تاریخ ۵ ژوئن ۱۹۴۹ برای تصدی یک پست پارلمانی در تایلند انتخاب شد. چایاکان به عنوان نماینده مجلس نمایندگان در مجمع ملی پادشاهی تایلند انتخاب شد.[۵]

### دهه ۱۹۵۰
- حقوق زنان در مدیریت اموال زناشویی به رسمیت شناخته شد.

### دهه ۱۹۶۰
- در حالی که تایلند در دهه ۱۹۶۰ تحت دیکتاتوری نظامی قرار داشت، گروهی از زنان تحصیل‌کرده و از طبقه متوسط به بالای جامعه شروع به پرداختن به جنبه‌های نابرابر سیاست عمومی تایلند کردند، که فعالیت آن‌ها ابتدا از پرداختن به قوانین خانواده آغاز شد. این جنبش اولیه زنان طبقه متوسط به بالا، ادامه‌ای از یک جنبش اصلاح قوانین در دهه ۱۹۵۰ بود که در آن فعالان زن بر حقوقی مانند مدیریت اموال زناشویی توسط همسر و جلوگیری از ثبت دوگانه ازدواج توسط مردان تمرکز داشتند.[۶]همزمان با نگرانی‌های سیاستی زنان طبقه متوسط بالا، جنبش دانشجویی تایلند در دهه ۱۹۶۰ پدیدار شد و گروه‌های زنان در دانشگاه تاماسات شکل گرفتند. این دانشجویان بر «ایجاد آگاهی زنان» تمرکز داشتند و از طریق انتشار کتاب و برگزاری اعتراضات، توجه عمومی را جلب کردند.
- گروه‌های زنان در این دوره همچنین همراه با مردان در جنبش مردمی و اعتراضات مشارکت داشتند. جنبش مردمی نقشی کلیدی در قیام دانشجویی ضد نظام حاکم در سال ۱۹۷۳ در بانکوک ایفا کرد (که اکنون در خاطرات مردم تایلند به نام «هوک تولا» ثبت شده است) و به تبدیل تایلند به یک «دموکراسی ناپایدار» از سال ۱۹۷۳ کمک کرد. این جنبش در سال ۱۹۷۳ از طریق فعالیت روزنامه‌نگاران فمینیست، و همچنین نهادهای دانشگاهی آن زمان، به شدت تبلیغ شد.[۴]

### دهه ۱۹۷۰
- فمینیسم در دهه ۱۹۷۰ در دولت تایلند با تغییر قانون اساسی در سال ۱۹۷۴ و تصویب قانون حفاظت از حقوق برابر، شتاب بیشتری گرفت. قانون حفاظت از حقوق برابر، اولین قانون در تاریخ تایلند بود که به مسائل زنان و برابری جنسیتی تمرکز داشت. این قانون گامی اساسی برای گسترش گروه‌های زنان در دولت تایلند بود. در سال ۱۹۷۶، یک واکنش راست‌گرایانه علیه جنبش مردمی تایلند و گروه‌های زنان از سوی دانشجویان دانشگاه تاماسات شکل گرفت. ارتش و سازمان راست‌گرای «پیشاهنگان» تبلیغاتی را پخش کردند که دانشجویان لیبرال طرفدار دموکراسی دانشگاه تاماسات را کمونیست‌هایی معرفی می‌کرد که با «زیرزمینی‌ها» همکاری دارند و باعث سقوط تایلند خواهند شد. در اکتبر ۱۹۷۶، «پیشاهنگان» به دانشگاه تاماسات هجوم بردند و شروع به تیراندازی در محوطه دانشگاه کردند. گفته می‌شود که با وجود حضور پلیس تایلند، آنها هیچ کمکی به هفتاد فعال کشته‌شده، مخفی‌شده و دفن‌شده نکردند. شرکت‌کنندگان گروه‌های زنان مورد تجاوز قرار گرفتند و زنده‌به‌گور شدند. پس از این واکنش شدید علیه دموکراسی ناپایدار تایلند، دولت به حالت دیکتاتوری پیشین خود بازگشت و بسیاری از کسانی که در سازمان «پیشاهنگان» مشارکت داشتند، به جنگل‌ها فرار کردند و به چریک تبدیل شدند.[۷]

### دهه ۱۹۸۰
- در اواخر دهه ۱۹۷۰ تا اوایل دهه ۱۹۸۰، تایلند به دلیل دوری از چین از کمونیسم فاصله گرفت. این تغییر از ساختارهای سلسله‌مراتبی، فضایی سیاسی ایجاد کرد که به دهه جهانی زنان (۱۹۷۵–۱۹۸۵) منجر شد. این جنبش سیاسی راه را برای تأسیس برنامه‌های مطالعات زنان در سال ۱۹۸۵ و در ادامه حذف بسیاری از اشکال تبعیض دولتی علیه زنان هموار کرد. دهه ۱۹۸۰ همچنین شاهد افزایش نسبت زنان به مردان در آموزش عالی بود.[۴]

### دهه ۱۹۹۰
- جنبش فمینیستی دهه ۱۹۹۰ بر برابری سیاسی میان جنسیت‌ها متمرکز بود. در سال ۱۹۹۲، فعالان تایلندی در عملیات سیاه شرکت کردند؛ تظاهراتی مسالمت‌آمیز که در آن مردم علیه نخست‌وزیر «نامشروع» تایلند در سال ۱۹۹۲ اعتراض کردند.[۶]

### دهه ۲۰۰۰
- تایلند در سال ۲۰۰۷ تجاوز در ازدواج را غیرقانونی اعلام کرد.[۸][۹] در سال ۲۰۱۱، پارلمان تایلند یینگلاک شیناواترا را به‌عنوان اولین زن و بیست‌وهشتمین نخست‌وزیر این کشور انتخاب کرد. یینگلاک با کسب ۲۶۵ رأی از ۵۰۰ کرسی پارلمان (۵۲ درصد آرا) پیروز شد. او در ۷ مه ۲۰۱۴ با تصمیم جنجالی دادگاه قانون اساسی از سمت خود برکنار شد.[۱۰]

## نظریه فمینیستی بودایی تایلندی
مفهوم نظریه فمینیستی بودایی تایلند بر اساس تلاش فعالان فمینیست برای یافتن آرامش روحی شکل گرفته است. اوپین کوانکئو و جینجر نوروود، فعالان فمینیست بودایی تایلند، به شرکت در مدیتیشن، رعایت عادات غذایی آگاهانه و تکنیک‌های تنفسی توجه ویژه‌ای دارند و از طریق برگزاری کارگاه‌هایی برای پناهندگان، قربانیان خشونت جنسی و آموزش مدیران سازمان‌های زنان، در جوامع محلی فعالیت می‌کنند. کوانکئو معتقد است که از طریق ارتباط میان زنان، تغییر رخ خواهد داد. او در یک مصاحبه می‌گوید: «گاهی اوقات زنانی که به دوره‌های آموزشی می‌آیند، به دلیل ترومایی که شاهدش بوده‌اند، نمی‌توانند به یکدیگر گوش دهند. من به آن‌ها می‌گویم گوش دادن نوعی مدیتیشن است. مدیتیشن فقط به معنای تماشا و رها کردن ذهن خود و گم شدن در فضایی جدا از دیگران نیست. مدیتیشن می‌تواند شامل شاهد بودن، دیدن یکدیگر به‌عنوان بازماندگان، فعالان، مادران و رویاپردازان باشد. گوش دادن عمیق مهارتی است که با هم تمرین می‌کنیم.»

## کنشگری و جنبش‌ها
- مشارکت بین‌المللی زنان برای صلح و عدالت (IWP) یک سازمان مردمی فمینیستی است که با هدف حمایت از کنشگری در تایلند و دیگر مناطق آسیایی فعالیت می‌کند و بر جامعه، معنویت و حمایت از جنبش‌های محلی پیشرو تمرکز دارد. IWP به‌عنوان یک مرکز بازسازی برای گروه‌های صلح اجتماعی عمل می‌کند و امکاناتی مانند اتاق‌های مدیتیشن، کتابخانه‌ها و اقامتگاه‌های مهمان دارد. بر اساس وب‌سایت IWP، این سازمان بر سه اصل اساسی بنا شده است: فمینیسم، کنشگری اجتماعی و تمرین معنوی.[۱۲]
- انجمن ارتقای جایگاه زنان (APSW) در سال ۱۹۷۴ به‌عنوان یک خانه اضطراری در بانکوک تأسیس شد. این انجمن با ارائه غذا، کمک‌های روانی و سرپناه موقت به زنان و کودکان، به بیش از ۵۰٬۰۰۰ زن در سراسر کشور کمک کرده است. در دل APSW، کلینیک زنان قرار دارد که در سال ۱۹۸۷ با کمک مالی یک میلیون دلاری از رئیس‌جمهور وقت آمریکا، جیمی کارتر و همسرش روزالین کارتر ساخته شد. این کلینیک روزانه تا ۲۰ زن را پذیرش می‌کند و بر مراقبت‌های بهداشتی و حقوق باروری زنان باردار و سلامت نوزادان تمرکز دارد. در سال ۲۰۰۳، APSW مرکز بحران تجاوز - کانیتناری - را برای ارائه خدمات به قربانیان تجاوز افتتاح کرد. دیگر امکانات APSW شامل مرکز آموزش و پرورش زنان، مرکز جوانان، خانه آموزش نوجوانان و مؤسسه تحقیقات جنسیت و توسعه است.[۱۳]
- [۱۴] بنیاد برای زنان (FFW) یک سازمان غیردولتی مستقر در بانکوک است. این بنیاد ابتدا در سال ۱۹۸۴ به‌عنوان مرکز اطلاعات زنان تأسیس شد و به زنان تایلندی که به خارج سفر می‌کردند مشاوره می‌داد. در سال ۱۹۸۶، FFW یک پناهگاه برای قربانیان خشونت خانگی افتتاح کرد. این بنیاد بر ارائه خدماتی مانند سرپناه و آموزش حقوق بشر به زنان تایلندی تمرکز دارد. در سال ۱۹۸۸، FFW پروژه ""کاملاً" را آغاز کرد که بر آگاه‌سازی جامعه بانکوک دربارهٔ فحشای کودکان و قاچاق انسان متمرکز بود. در سال ۱۹۹۲، با انتشار تحقیقات FFW در برنامه اقدام سازمان ملل متحد برای مبارزه با فروش کودکان، فحشای کودکان و پورنوگرافی کودکان، این پروژه به یک مسئله ملی تبدیل شد. FFW همچنان به زنان و کودکان در توسعه مهارت‌های دفاع از خود و خودمختاری در جوامعشان کمک می‌کند. این بنیاد همچنین به قربانیان خشونت مبتنی بر جنسیت، از جمله خشونت جنسی و خانگی، کمک می‌کند و در کارزارهایی علیه تجاوز در ازدواج و حفاظت و پیشگیری از حقوق زنان مشارکت دارد. FFW از طریق انتشار ویدئوهای آموزشی، روزنامه‌ها و نشریات ملی به آگاهی‌رسانی می‌پردازد.[۱۵]
- Women Network Reshaping Thailand (WREST) whose website slogan reads 'Reinvent the country's network'.[۱۶] شبکه زنان برای بازسازی تایلند (WREST) که شعار وب‌سایتش می‌گوید «شبکه کشور را بازسازی کنید»، از برابری جنسیتی و مشارکت زنان تایلندی در فرایندهای تصمیم‌گیری دولتی حمایت می‌کند. WREST زنان روستایی را در زمینه اقتصاد تایلند و فرایند اصلاحات آموزش می‌دهد.[۱]

## جنسیت در فرهنگ تایلند
سازمان‌هایی مانند بنیاد حمایت از سلامت زنان تایلند بر حقوق باروری و مسائل جنسی زنان تایلندی بر اساس انتخاب تمرکز دارند، که موضوعی سنتی در فمینیسم است. این بنیاد که در بانکوک قرار دارد، شامل تحقیق، آموزش پرستاران ماهر و برگزاری کنفرانس‌های بین‌المللی دربارهٔ تسهیل سقط جنین ایمن است. مسائل جنسی اغلب به‌عنوان موضوعی فمینیستی در تایلند مورد بحث قرار می‌گیرد، زیرا تنوع ترجیحات جنسی در فرهنگ تایلند وجود دارد. موضوع جنسیت بر اساس هنجارهای طبقاتی جامعه سنجیده می‌شود. چالیداپورن سونگسامفان، در مقاله‌اش «بومی‌سازی فمینیسم: صدای زنان و کنشگری اجتماعی در زمینه تایلند»، می‌گوید: «در حالی که برخی فمینیست‌های تایلندی کار جنسی تجاری را تحمل نمی‌کنند، برخی دیگر آن را به‌عنوان نوعی کار می‌بینند که زنان ممکن است به دلایل و شرایط خاص خود انتخاب کنند.»

## کارگران جنسی و حقوق بشر
کارگران جنسی در تایلند دهه‌هاست که در حال مقاومت و سازمان‌دهی هستند. در سال ۱۹۸۵، با حمایت چانتاویپا آپیسوک، فعال تایلندی و مدافع حقوق زنان، اولین سازمان خود را به نام بنیاد امپاور تشکیل دادند. در سال ۲۰۰۴، سازمان دیگری به نام SWING توسط اعضای امپاور ایجاد شد. امپاور نقش پیشرو در ایجاد شبکه‌ها و سازمان‌های متعددی برای رسیدگی به مسائل اچ‌آی‌وی، مهاجرت، اصلاحات سیاسی و بلایای طبیعی مانند سونامی داشته است. کارگران جنسی اغلب به‌عنوان رهبران فمینیسم تایلندی شناخته نمی‌شوند.

## مدارک دانشگاهی مطالعات زنان
دو مؤسسه در تایلند مدرک کارشناسی ارشد در رشته مطالعات زنان ارائه می‌دهد: دانشگاه چیانگ‌مای از سال ۲۰۰۰ و برنامه مطالعات زنان و جوانان در دانشگاه تاماسات. اولین مرکز مطالعات زنان در سال ۱۹۸۱ تأسیس شد. رشته مطالعات جنسیت و توسعه (GDS) در مؤسسه فناوری آسیا (AIT) نیز از جمله این برنامه‌هاست.به گفته یک اقتصاددان مستقل در بانکوک، ستاپوت سوتیوارت-ناروپوت، تا سال ۲۰۲۰ تعداد زنان در تایلند یک میلیون نفر بیشتر از مردان خواهد بود و «ده دانشکده برتر در ده دانشگاه برتر تایلند، به جز حسابداری و آموزش، دانشجویان زن بیشتری نسبت به دانشجویان مرد دارند.»